# Заласентгрот
Заласентгрот (мађ. Zalaszentgrót) град је у западној Мађарској. Заласентгрот је град у оквиру жупаније Зала.
Град има 7.205 становника према подацима из 2010. године.

## Положај града
Град Заласентгрот се налази у западном делу Мађарске. Од престонице Будимпеште град је удаљен 215 километара западно.
Заласентгрот се налази у западном делу Панонске низије, у бреговитом подручју. Надморска висина града је око 120 m.